# Labor de retalls

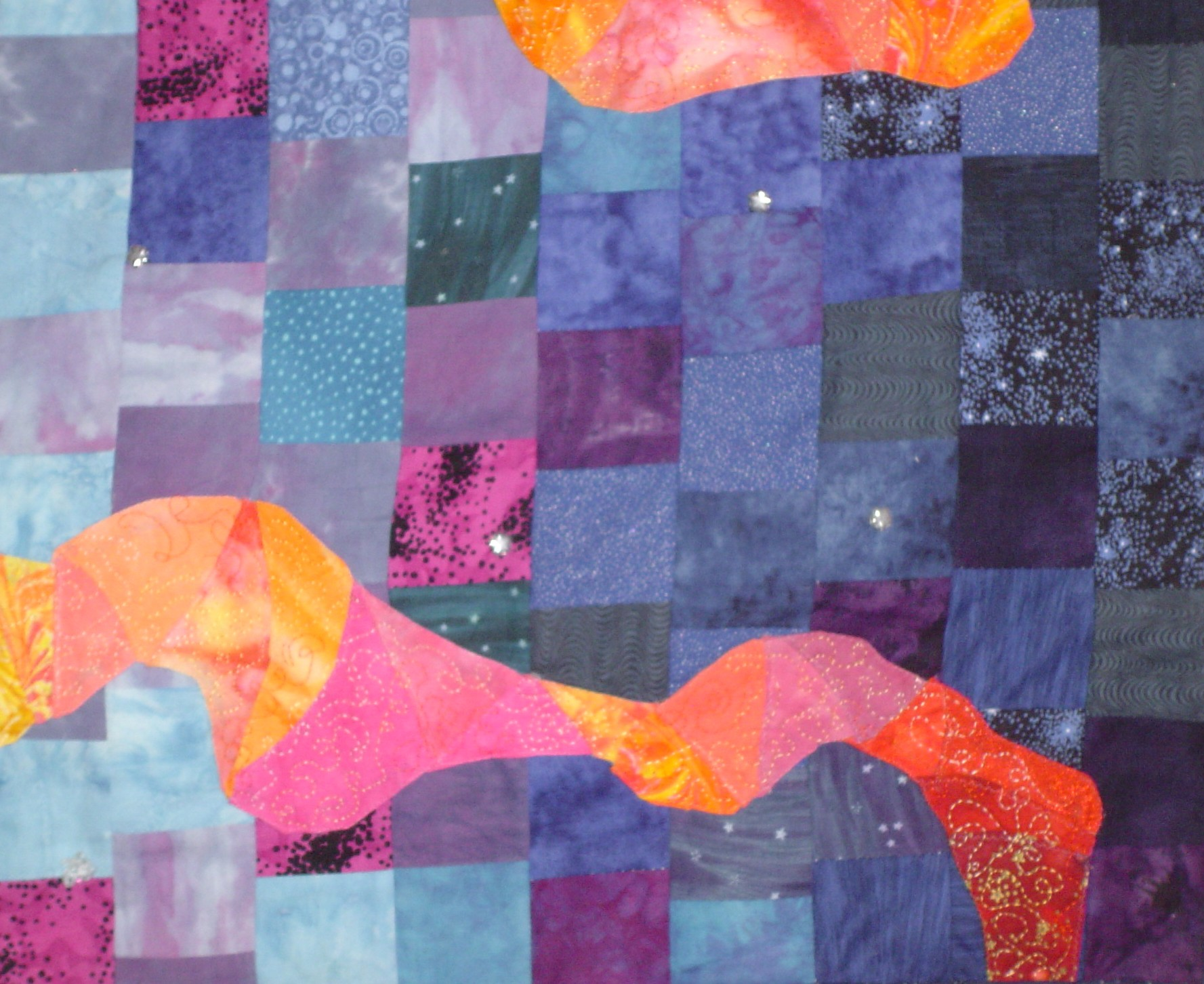
Exemple de labor de retalls

Labor de retalls (tot i que és més coneguda, incorrectament, pel mot anglès patchwork) és una forma de costura que consisteix a cosir junts trossos de tela en un disseny més gran. El mot designa tant la tècnica com l'obra que en resulta.
El disseny generalment es basa en patrons de repetició construïts amb diferents formes de tela (que poden ser de colors diferents). Aquestes formes es mesuren i són acuradament tallades, en formes geomètriques bàsiques, que fan que siguin fàcils d'ajuntar i que el mosaic resultant quedi llis i sense arrugues.

## Història

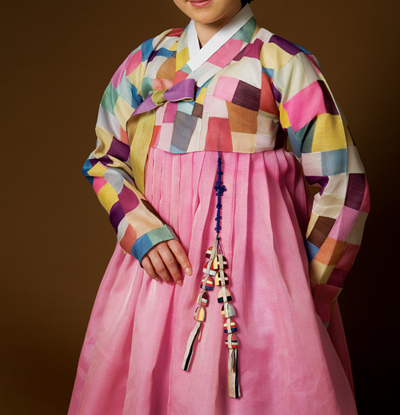
Dona que porta un jeogori tradicional (jaqueta) fet amb Jogakbo o patchwork coreà

Al llarg de la història s'han trobat evidències de labor de retalls: ajuntar petits trossos de tela per crear una peça més gran i encoixinar capes de teixits. Els remots eren utilitzats pels antics egipcis per a la seva roba, decoració de parets, cortinatges i mobles, amb representacions més antigues de fa 5.500 anys (3.400 aC). Es diu que l'emperador Liu Yu de la dinastia Liu Song va començar el patchwork xinès. Les primeres peces conservades s'han datat de la primera edat mitjana, on entre altres usos s'utilitzaven capes de tela encoixinada en la construcció d'armadures, cosa que mantenia els soldats calents i protegits. L'armadura japonesa es va fabricar de manera similar.
Mitjançant aquesta tècnica, van començar a aparèixer edredons a les llars dels segles XI al XIII. A mesura que el clima europeu es va refredar en aquella època, la incidència de l'ús de cobrellits va augmentar i, per tant, es va desenvolupar la pràctica d'embellir un drap senzill mitjançant la creació de patrons i dissenys, juntament amb el desenvolupament de cobrellits decoratius. La tradició de fer edredons d'aquesta manera va ser portada a Amèrica pels pelegrins.

### El petit misteri de la “catalogne”
En territoris de França, aparentment, s'emprava el terme “catalogne” o "castalogne" per a un cobertor de llit fet de retalls. Molt abans dels inicis indicats per autors en llengua francesa i anglesa.